# Renato Sainz
Renato Sainz Loza (Sucre, Bolivia; 29 de marzo de 1906 - 27 de octubre de 1987) fue un militar y futbolista boliviano de los años 20 y 30 del siglo XX. Fue parte de la Selección Boliviana que participó en la Copa Mundial de Fútbol de 1930.

## Biografía
Renato Sainz Loza, aunque militar de profesión, fue muy conocido por su faceta como futbolista, ya que fue parte de equipos muy importantes de Bolivia y la Selección Nacional.

### Fallecimiento
Renato Sainz Loza fallece el 27 de octubre de 1987 a la edad de 81 años.

## Trayectoria
Renato Sainz Loza se formó de joven primero jugando con sus hermanos Eduardo, Sotero y Santiago, que luego continuó en la gran cantera que poseía el Stormers Sporting Club, equipo en el que jugó hasta su traslado a la ciudad de La Paz a principios de los años 20 para comenzar su carrera en el Colegio Militar del Ejército.
En La Paz juega en el equipo del Colegio Militar donde rápidamente se destaca siendo convocado primero para la Selección de fútbol de su departamento para el Torneo Nacional de 1926 y después a la Selección Nacional que participaría en el Campeonato Sudamericano 1926 en Chile, que fue la primera participación de Bolivia en este torneo y posteriormente en el Campeonato Sudamericano 1927 en Perú.
En 1929 es fichado por The Strongest y al año siguiente gana el Torneo de 1ª División de la AFLP de 1930 que el equipo ganó de forma invicta y con la valla invicta.
Su gran actuación en The Strongest le vale su convocatoria nuevamente a la Selección boliviana para el Mundial de Uruguay 1930.
El mismo año de 1930 Sainz es cedido al Club Bolívar en calidad de préstamo para que este club hiciera su gira por Chile.
En 1931 fue la gran figura de la memorable victoria de The Strongest frente al Club Almagro de Argentina.
En 1932 The Strongest se retira del Torneo de la AFLP como consecuencia de la entrada de Bolivia en la Guerra del Chaco y Sainz deja la práctica del fútbol hasta 1936 donde a punto de retirarse forma parte del equipo de The Strongest que fue Campeón del Torneo de 1ª División de la AFLP de 1935-36.
En 1936 junto con otros excombatientes de la Guerra del Chaco y exjugadores de The Strongest funda el Chaco Foot Ball Club, que en años posteriores se convertiría en uno de los principales equipos de La Paz hasta antes de la fundación de la Liga en 1977.

## Trayectoria militar
Durante su estancia en el Colegio Militar del Ejército, Sainz alcanzó el grado de SubTeniente en 1932 justo antes del inicio de la Guerra del Chaco, hecho de armas en el que participó junto con otros compañeros muchos de la institución castrense y que también jugaban en The Strongest como el SubTeniente José Bullaín, José Toro y otros que denominaban un grupo llamado Los Tigres del ColMil por ser militares y jugar en The Strongest.
Formó parte del Regimiento Azurduy que marchó a la vanguardia del Ejército boliviano que en los primeros años de la guerra tomaba la iniciativa en los ataques. Formó por tanto parte de la famosa Batalla de Boquerón donde cayó prisionero junto con otros oficiales y varios cientos de soldados.
Estuvo cautivo en Asunción durante el resto de la Guerra, hasta el intercambio de prisioneros de 1935.

## Selección nacional

### Participaciones en laCopa Mundial de Fútbol
| Torneo               | Sede    | Resultado    | Partidos | Goles |
| -------------------- | ------- | ------------ | -------- | ----- |
| Copa Mundial de 1930 | Uruguay | Primera fase | 2        | 0     |

### Participaciones enCopa América
| Edición                      | Sede  | Resultado | Partidos | Goles |
| ---------------------------- | ----- | --------- | -------- | ----- |
| Campeonato Sudamericano 1926 | Chile | 5°        | 3        | 0     |
| Campeonato Sudamericano 1927 | Perú  | 4°        | 3        | 0     |

## Clubes
| Club            | País    | Año         |
| --------------- | ------- | ----------- |
| Stormers        | Bolivia | 1916 - 1920 |
| Colegio Militar | Bolivia | 1920 - 1928 |
| The Strongest   | Bolivia | 1929 - 1935 |

## Palmarés

### Títulos regionales
| Título             | Club          | Año  |
| ------------------ | ------------- | ---- |
| Primera "A" (AFLP) | The Strongest | 1930 |
| Primera "A" (AFLP) | The Strongest | 1935 |